# Persone di cognome Ferretti
| Questa pagina contiene informazioni ricavate automaticamente dalle voci biografiche con l'ausilio del template Bio e di un bot. L'aggiornamento è periodico e automatico e ricostruisce completamente la pagina. Se manca una persona in questa lista, sei pregato di non aggiungerla, ma accertati piuttosto che la sua voce biografica contenga il template Bio e che i dati anagrafici siano correttamente compilati. Se il template Bio manca, inseriscilo tu stesso o, in alternativa, metti l'avviso {{tmp\|Bio}} che ne segnala la mancanza. Se i dati riportati sono sbagliati, correggi direttamente la voce biografica; le modifiche saranno visibili in questa lista entro pochi giorni. Per chiarimenti vedi il progetto antroponimi. La lista contiene solo le 57 persone che sono citate nell'enciclopedia e per le quali è stato implementato correttamente il template Bio. Pagina aggiornata al 23 apr 2025. |

Questa è una lista di persone presenti nell'enciclopedia che hanno il cognome Ferretti, suddivise per attività principale.

## Allenatori di calcio(2)
- Amilcare Ferretti, allenatore di calcio e ex calciatore italiano (Alessandria, n. 1935)
- Stefano Ferretti, allenatore di calcio e ex calciatore italiano (Roma, n. 1960)

## Antropologi(1)
- Roberto Ferretti, antropologo e pubblicista italiano (Grosseto, n. 1948 - al-Karak, † 1984)

## Arcivescovi cattolici(1)
- Giorgio Ferretti, arcivescovo cattolico italiano (Genova, n. 1967)

## Aviatori(2)
- Evasio Ferretti, aviatore e ufficiale italiano (Livorno, n. 1921 - Grosseto, † 2003)
- Franco Ferretti di Castelferretto, aviatore e politico italiano (Parma, n. 1900 - Torino, † 1952)

## Avvocati(1)
- Piero Ferretti, avvocato, militare e politico italiano (Parma, n. 1896 - Tangeri, † 1951)

## Bassisti(1)
- Romi Ferretti, bassista italiano (Verona, n. 1963)

## Calciatori(3)
- Fernando Ferretti, calciatore brasiliano (Rio de Janeiro, n. 1949 - Araruama, † 2011)
- Giovanni Ferretti, calciatore italiano (Cremona, n. 1940 - Pietra Ligure, † 2007)
- Renato Ferretti, calciatore e allenatore di calcio italiano (Alessandria, n. 1907 - Ventimiglia, † 1984)

## Calciatrici(1)
- Mara Ferretti, ex calciatrice italiana (Melzo, n. 1992)

## Cantanti(1)
- Fabrizio Ferretti, cantante italiano (Rosignano Solvay, n. 1945)

## Cantautori(2)
- Giovanni Lindo Ferretti, cantautore, scrittore e attore italiano (Cerreto Alpi, n. 1953)
- Gregor Ferretti, cantautore italiano (Lugo, n. 1980)

## Cardinali(1)
- Gabriele Ferretti, cardinale italiano (Ancona, n. 1795 - Roma, † 1860)

## Cestiste(1)
- Elettra Ferretti, ex cestista italiana (Napoli, n. 1993)

## Cestisti(1)
- Enzo Ferretti, cestista italiano (Roma, n. 1920 - Roma, † 2010)

## Chimici(1)
- Antonio Ferretti, chimico e imprenditore italiano (Gavardo, n. 1889 - Milano, † 1955)

## Critici letterari(1)
- Gian Carlo Ferretti, critico letterario e storico italiano (Pisa, n. 1930 - Milano, † 2022)

## Dirigenti d'azienda(1)
- Giacomo Ferretti, dirigente d'azienda e politico italiano (Roma, n. 1862 - Roma, † 1944)

## Dirigenti sportivi(1)
- Giancarlo Ferretti, dirigente sportivo e ex ciclista su strada italiano (Lugo, n. 1941)

## Dogi(1)
- Stefano Onorato Ferretti, doge italiano (Genova, n. 1640 - Genova, † 1720)

## Filosofi(1)
- Giovanni Ferretti, filosofo, storico della filosofia e teologo italiano (Brusasco, n. 1933)

## Fisici(1)
- Bruno Ferretti, fisico italiano (Bologna, n. 1913 - Bologna, † 2010)

## Fotografi(1)
- Alfredo Libero Ferretti, fotografo italiano (Roma, n. 1919 - Roma, † 2007)

## Francescani(1)
- Gabriele Ferretti, francescano italiano (Ancona, n. 1385 - Ancona, † 1456)

## Giocatori di football americano(3)
- Federico Ferretti, giocatore di football americano svizzero (n. 1993)
- Orfeo Ferretti, giocatore di football americano svizzero (Coira, n. 1988)
- Wilson Ferretti, giocatore di football americano svizzero (Coira, n. 1985)

## Giornalisti(2)
- Claudio Ferretti, giornalista, scrittore e conduttore radiofonico italiano (Roma, n. 1943 - Roma, † 2020)
- Mario Ferretti, giornalista italiano (Novi Ligure, n. 1917 - Città del Guatemala, † 1977)

## Giuristi(2)
- Emilio Ferretti, giurista e diplomatico italiano (Castelfranco di Sotto, n. 1489 - Avignone, † 1552)
- Giulio Ferretti, giurista italiano (Ravenna, n. 1480 - San Severo, † 1547)

## Ingegneri(3)
- Alessandro Ferretti, ingegnere e agronomo italiano (Fabbrico, n. 1851 - Napoli, † 1930)
- Gino Ferretti, ingegnere italiano (Reggio Emilia, n. 1948)
- Pericle Ferretti, ingegnere italiano (Bologna, n. 1888 - Napoli, † 1960)

## Insegnanti(1)
- Paolo Ferretti, insegnante italiano (Subiaco, n. 1866 - Bologna, † 1938)

## Letterati(1)
- Remigio Ferretti, letterato, saggista e poeta italiano (Monopoli, n. 1921 - Monopoli, † 1991)

## Librettisti(1)
- Jacopo Ferretti, librettista e poeta italiano (Roma, n. 1784 - Roma, † 1852)

## Nuotatori(1)
- Luca Ferretti, ex nuotatore italiano (Livorno, n. 1984)

## Pallanuotisti(1)
- Massimiliano Ferretti, ex pallanuotista e allenatore di pallanuoto italiano (Roma, n. 1966)

## Pallavoliste(1)
- Francesca Ferretti, pallavolista italiana (Reggio Emilia, n. 1984)

## Partigiani(1)
- Emilio Ferretti, partigiano, sindacalista e politico italiano (Ancona, n. 1923 - Ancona, † 2007)

## Pianisti(1)
- Gianni Ferretti, pianista, tastierista e compositore italiano (Tivoli, n. 1962)

## Pittori(4)
- Giovanni Domenico Ferretti, pittore italiano (Firenze, n. 1692 - Firenze, † 1768)
- Odoardo Ferretti, pittore italiano (Roma, n. 1871 - Roma, † 1941)
- Paolo Ferretti, pittore italiano (Roma, n. 1864 - Anzio, † 1937)
- Prospero Ferretti, pittore italiano (Reggio nell'Emilia, n. 1836 - Brescia, † 1893)

## Poeti(2)
- Luigi Ferretti, poeta italiano (Roma, n. 1836 - Roma, † 1881)
- Massimo Ferretti, poeta, scrittore e giornalista italiano (Chiaravalle, n. 1935 - Roma, † 1974)

## Politici(3)
- Alessandro Ferretti, politico italiano (Visso, n. 1904 - † 1992)
- Cristoforo Ferretti, politico e militare italiano (Ancona, n. 1784 - Tremezzo, † 1869)
- Lando Ferretti, politico, giornalista e dirigente sportivo italiano (Pontedera, n. 1895 - Roma, † 1977)

## Scenografi(1)
- Dante Ferretti, scenografo e costumista italiano (Macerata, n. 1943)

## Soprani(1)
- Myriam Ferretti, soprano italiano (Castelfiorentino, n. 1916 - Castelfiorentino, † 1998)

## Stiliste(1)
- Alberta Ferretti, stilista italiana (Gradara, n. 1950)